# Cerro Mauco
El cerro Mauco (del mapudungun maung, "estar algo o alguien suspendido en el aire" y ko, "agua"; maungko, "agua suspendida") es una elevación topográfica en la Región de Valparaíso, en Chile. Con una altura de 725 m s. n. m., se ubica en la ribera norte del curso inferior del río Aconcagua, a 3 km de la localidad de Santa Rosa de Colmo y 17 km al noreste de Concón.

## Descripción
El Mauco es el cerro más prominente y aislado que se observa en la costa entre las ciudades de Valparaíso y Quintero. Es el último espolón del cordón Malacara, ramal montañoso que separa el valle del Aconcagua de la costa del Pacífico, que recorre desde el noreste hasta terminar en esta elevación de forma generalmente piramidal.
Su cumbre es un excelente mirador desde el cual se puede contemplar buena parte de la Región de Valparaíso. Hacia el oeste y noroeste se pueden divisar el humedal de Mantagua, las dunas de Concón y de Ritoque, Puchuncaví y el océano Pacífico; hacia el este los cerros El Roble y La Campana de la cordillera de la Costa y cimas de la cordillera de los Andes, incluyendo el Aconcagua; y hacia el norte y sur se pueden distinguir las bahías de Quintero y de Valparaíso, respectivamente.

## Historia

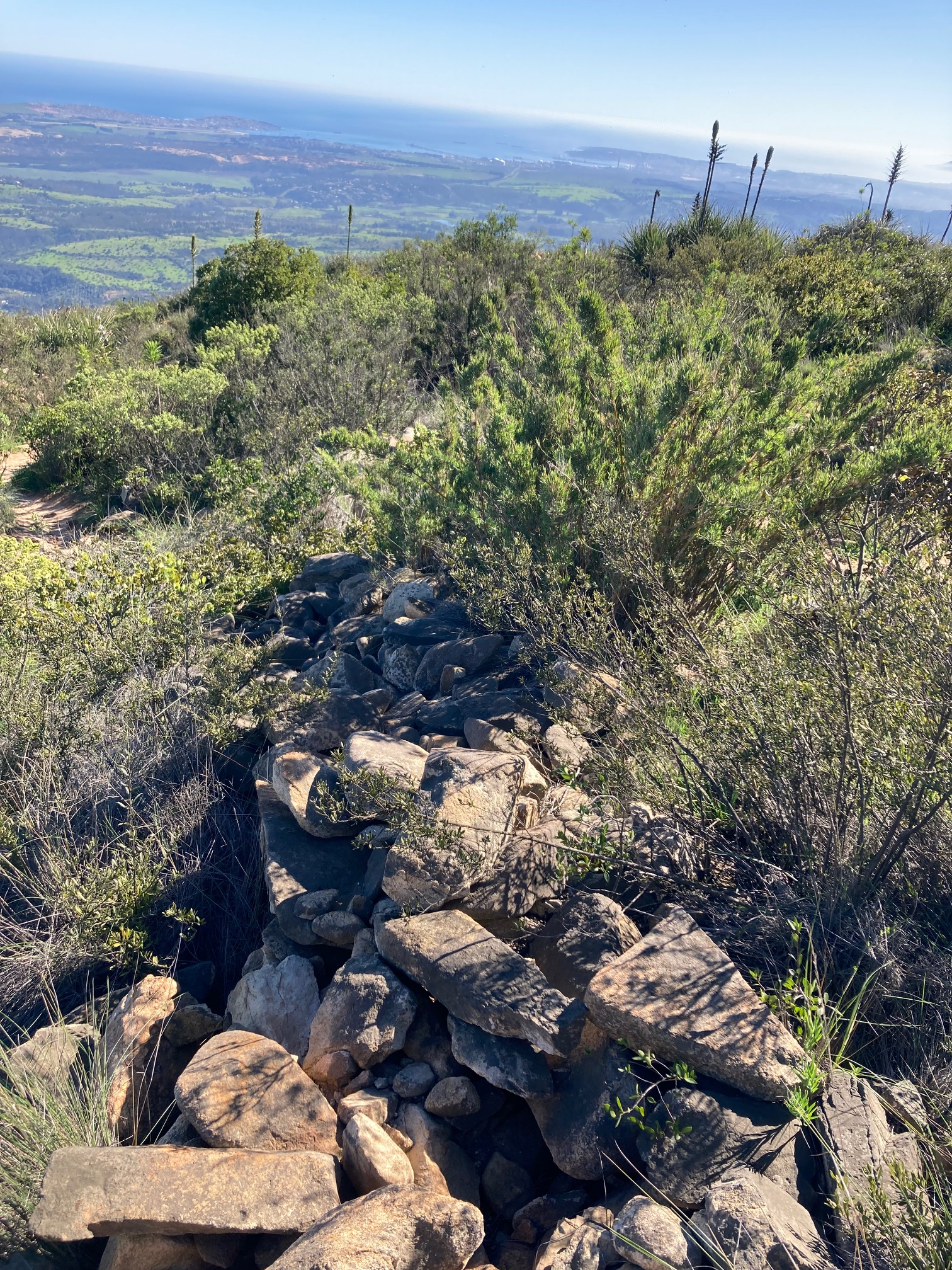
Ruinas de muralla del pucará del Cerro Mauco, con vista de la cumbre hacia el mar

Existen diversos vestigios arqueológicos en el entorno del cerro Mauco, que datan del periodo arcaico,  del agroalfarero temprano y del periodo tardío, que incluye las culturas Bato, Llolleo, Aconcagua y el imperio incaico. En su cumbre se preservan los restos de un un pucará inca, que podría pertenecer al último tramo del reinado de Túpac Yupanqui, cuando el río Aconcagua constituía la frontera austral del imperio incaico. Desde la ladera norte del cerro nace la quebrada de Malacara (también Malcara o Malalcara), donde desde antes de 1561 los nativos extraían oro, de acuerdo con la Tasa de Santillán.
En 1590, en la falda oriental del Mauco, Diego Orellana adquiere todo el valle por venta del cacique picunche Jorge Vichu. Dos años después, Juan Guajardo consigue terrenos sobrantes, merced de Alonso de Sotomayor. El mismo año el explorador Juan Fernández recibe otros terrenos por donación.
El cerro Mauco fue ascendido en 1883 por Benjamín Vicuña Mackenna, quien buscaba la fortaleza indígena de su cumbre, que según la leyenda guardaba oro de los cercanos lavaderos de Malacara. En 1909, se instaló en el cerro un hito trigonométrico del Instituto Geográfico Militar.
Luis Risopatrón lo describe en su Diccionario Geográfico de Chile de 1924:
Mauco (Cerro de) 32° 53' 71° 26'. Presenta faldas medianamente quebradas, vestidas de vejetacion arbórea, con vestijios de antiguas obras indíjenas i se levanta en forma de pirámide, a 724 m de altitud, en la banda N de la parte inferior del rio Aconcagua, al N de las casas de Colmo. 1, II, p. 27; 61, 1854, p. 152 i 156; 127; 155, p. 430; i 156; i morro del Manco error tipográfico en 62, II, p. 207.

## Turismo y biodiversidad
Es un destino turístico para la práctica de senderismo, accesible en vehículo desde la ruta CH-64 y la ruta F-190. En el cerro se alberga vegetación típica de la zona central de Chile, incluyendo paños de bosque esclerófilo, incluyendo especies nativas como boldo, petrillo y naranjillo.